# Parteiendifferenzhypothese
Die Parteiendifferenzhypothese (auch Parteiendifferenzthese oder Parteiendifferenztheorie; engl.: partisan theory) ist ein theoretischer Ansatz aus der Politikwissenschaft, der besagt, dass die Staatstätigkeit in entscheidendem Maße davon abhängt, welche Partei an der Regierung ist.

## Herleitung

### Herleitung nach Hibbs
Im Jahr 1977 veröffentlichte der US-amerikanische Volkswirtschaftsprofessor Douglas Adams Hibbs eine Studie über die unterschiedlichen Einflüsse von Parteien auf makroökonomische Ergebnisse. Er nimmt an, dass alle Regierungen aufgrund der modifizierten Phillips-Kurve mit dem Zielkonflikt zwischen entweder hoher Inflationsraten oder hohen Arbeitslosenquoten konfrontiert sind. Je nachdem welche Klientel eine Partei vertritt, wird sie unterschiedlich entscheiden: Linke und aus dem Arbeitermilieu gespeiste Parteien nähmen die höheren Inflationsraten in Kauf, um die Interessen ihrer Basis umzusetzen, rechte und aus dem bürgerlichen Lager stammende Parteien würden sich für niedrigere Inflationsraten entscheiden.

### Alternative Herleitung
Edmund Burke bezeichnete 1770 in seinem Werk Thoughts On The Cause Of The Present Discontents eine Partei als 
„a body of men united, for promoting by their joint endeavours the national interest, upon some particular principle in which they all are agreed“ (eine Vereinigung von Menschen, gegründet, um mit gemeinsamen Anstrengungen das nationale Interesse auf der Basis von bestimmten Prinzipien, die sie alle teilen, zu vertreten). Diese alternative Herleitung führt die Unterschiede zwischen Parteien auf verschiedene Werte und Weltanschauungen, statt wie Hibbs auf Klassenkonflikte, zurück.

## Kritik
Vor allem Hibbs Ansatz sieht sich erheblicher Kritik ausgesetzt. Nicht nur, dass sich die modifizierte Phillips-Kurve in der Stagflation der 1970er Jahre als nicht allgemeingültig herausstellte und damit die Zielkonflikt-Theorie Hibbs' ihre wissenschaftliche Grundlage verlor; auch der unterstellte Parteientyp der Massenintegrationsparteien sei seit langem in kaum einer westlichen Demokratie noch existent. Weiterhin wird ihm vorgeworfen, die Steuerungsmöglichkeit der Wirtschaft durch die Politik zu überschätzen, da die institutionellen Rahmenbedingungen diese in Wirklichkeit stark einschränkten. Dennoch wird die Parteiendifferenzhypothes als wichtiger Schritt in der Erklärung für die Entstehung von Policies betrachtet und ist immer noch häufig Bestandteil wissenschaftlicher Untersuchungen.